# HMS Electra (1934)
HMS Electra was een Britse torpedobootjager van de E-klasse. De bouwopdracht voor het schip werd in 1931 gegund aan de Britse scheepswerf Hawthorn Leslie Shipyard uit Hebburn.

## Historie
In mei 1941 begeleidde HMS Electra de slagkruiser HMS Hood tijdens de jacht op de Bismarck. De Electra was getuige van de ondergang van de Hood. Op 27 februari 1942 werd HMS Electra tijdens de Slag in de Javazee getroffen door geschutvuur van de Japanse jagers Asagumo en Jintsu en tot zinken gebracht. Hierbij kwamen 119 van de 173 bemanningsleden om het leven.

## Zusterschepen
- HMS Echo
- HMS Eclipse
- HMS Encounter
- HMS Escapade
- HMS Escort
- HMS Esk
- HMS Exmouth
- HMS Express